# 猛毒
猛毒（もうどく）は、日本のロックバンド。所属レコードレーベルは殺害塩化ビニール。
スラッシュ・メタル調の演奏に、ボーカルのTHE CRAZY SKBが芸能人の名前を叫びまくるスタイルの一方、初期からコンピューターによる打ち込みやサンプラーを多用し、中期以降はグレイトフル・デッドなどサイケデリックサウンドに影響を受けている。また、後期になると、メンバーの演奏能力の向上に伴い、プログレッシブ・ロックを想像させる組曲形式の楽曲製作を行っていた。しかしながら、曲の壮絶な内容の過激さから、アルバムが日本国内でCD製作業者からプレスを拒否されたことがある。その余りの過激さは電気グルーヴをして「俺達もまだまだだな」と言わしめた。リリースの度に発禁処分を受けているために生産数そのものが少なく、過去のアルバムも再発売不能なため、オークション等で高値取引される事も多い。
同メンバーによる、別名義のユニットとして「昆虫」、「超合金」が存在していた。

## 沿革
- 1982年 - 恐悪狂人団結成。メンバー全員が湘南学園中学校・高等学校の小学校から同級生である。同期にチバユウスケがいたが親交は全くなかった。後に「毒」と改名して別ユニット化。恐悪狂人団はTHE CRAZY SKB中心のバンドとなる。チバは恐悪狂人団をクビになったウンキー小松と龍'Z（ドランカー）というバンドを結成する。

- 1984年 - VAカセット「変態ギグ」に参加。バンド名を「毒」から「猛毒」に変更。
- 1994年 - フジテレビ『輝け!ロック爆笑族2』出演。「関取〜前頭三枚目」「鉄人」を演奏するも、「鉄人」の最後で音声カット（ピー音が入る）
- 1994年 - フジテレビ『輝け!ロック爆笑族3』に出演。「レツゴー三匹の長作」「ゆーとぴあ」「北の国から青大将」「料理バンザイ」「チンガポール牧」を演奏。冒頭でチェンソーを持ったレザー・フェイスのコスプレをした人物が暴れ、デーモン小暮に「おーバイオレンスだねぇ」と失笑された。
- 1995年- テレビ朝日『えびす温泉』に出演。負けることを条件にオファーを受けた（当時、社長が連載を持っていた雑誌の担当者談）。ハシケンと対決し結局1点差で敗れる。社長はウッドストックのぬいぐるみの頭を食いちぎりながらインタビューを受けていた。
- 1995 - 96年 - プロレスとの共闘（下記）を敢行。
- 1997年2月2日 - 三軒茶屋HEAVEN'S DOORのライブにて解散。
- 1999年10月10日 - 渋谷La.mamaにて一夜限りの復活。
- 2011年8月15日 - 本多、東野以外のメンバーで再結成。新曲第1弾「北別府」の着うたフル配信がスタート。
- 2012年4月5日 - 恵比寿LIQUIDROOMにて復活ライブを行う。

## メンバー
バカ社長
ボーカル。詳細はリンク先を参照。
サンダー杉山
ベース。猛毒加入前は本多と「人間ホルモン」で活動していた。殺害塩化ビニールの前身レーベル「マーダラス・テープス」よりソロカセットをリリースしている。解散後は「NUMBER.4」で活動。2008年にPa☆leteeのメンバーであったゆいかに楽曲の提供を行う。また、同年よりS.O.L名義でニコニコ動画やYouTubeに初音ミク曲をアップするなど音楽活動を再開している。2012年10月24日 ビクターエンタテインメント「ミク★パンク　創世編」にボカロPとして参加。不定期的にDJとしても活動。
チャクラ ("MAD" I SHIGETO)
ドラム。猛毒加入以前から「恐悪狂人団」「にら子供」「FINAL COUNT」「DETROIT」など多くのバンドにドラマーとして参加。殺害塩化ビニールの前身となるインディーズ・レーベル、JOKER RECORDを設立し、QP-CRAZYのKURAが在籍した「バリゲイド」や「毒ブタ」のソノシートを発表した。バンド後期よりケルトヨガに傾倒しており、サイケデリック文化、ヒッピー文化に造詣が深い。1997年からはサイケデリックバンド「The Oyster And The Flying Fish」のボーカルとして現在も活動している。
亀
ギター。ぐしゃ人間としても活動中である。
斉藤さん
キーボード。音楽大学出身。
ジーク・ジオン
コーラス。テクノDJとしても活動中。

### 旧メンバー
本多欽一（マグマ、雄介）
ギター。現在、本多スーサイド欽一。裸になり、カン高い声で叫びながら床を転げまわる、身体障害者（フリークス）を思わせるステージ・パフォーマンスを行っていた。猛毒の前には「恐悪狂人団」でギター、「人間ホルモン」でボーカルを担当。また、猛毒在籍中に殺害塩化ビニールよりソロCD「本多雄介の世界」をリリースし、解散後は「THE INTEGRATED THREE」を経て「VIVIAN BOYS（ヴィヴィアン・ボーイズ）」で活動していた。2023年1月7日、音楽活動を引退。M&M'sチョコレートと読売巨人軍の熱烈なファンであり、セキセイインコをこよなく愛している。ロボット、マグマくんとして2012年4月5日の猛毒再結成ライブに参加。引退後は家業の不動産業に専念。
東野A心
悪徳マネージャー。コーラス（サイド・ボーカル）、パフォーマンス担当。麻原彰晃、エルビス・プレスリー、星野鉄郎、フランコ・ネロが演じたジャンゴのコスプレをしてステージに上がっていた。「恐悪狂人団」のベースをゴーストという名義で担当していた。サイドプロジェクトである「東野A心&バッファローズ」（サンダー杉山プロデュース、メンバーに大人計画の正名僕蔵、ハイテクノロジー・スーサイドのラビアンヌ・ミサが在籍）でCDリリースをしていた。趣味は釣り。
FQTQ
シンセサイザー

## 作品

### 主な代表曲
- 「はたらくくるま」
  - 同名の童謡の替え歌。
- 「窓の外はガッツ石松」（GUTS DEATH!!）
  - はなわや嘉門達夫がほぼ同内容の歌詞を作っているが、発表時期（1989年）は猛毒のほうが早い。
- 「マキマキ」
- 「鉄人」
- 「セントルイス」
- 「クロードチアリ」
- 「ダン池田」
- 「福留デストロイ」
- 「清川虹子」
- 「若林豪」
- 「2×3=六輔」
- 「中国残留孤児」
- 「関取」
- 「横綱」
- 「小結」
- 「十両」
- 「前頭三枚目」
- 「KILL THE 肥満児」
- 「西城秀樹は1個しかない」
- 「ぼけ老人」
- 「サリドマイド」
- 「This is a pen!」
- 「マスラオ」
- 「サウジアラビア」
- 「エチオピア」
- 「内藤陳ちん」
- 「ミスター珍ちん」
- 「アグネスチャンちゃん」
- 「地井武男がやってくる!チイ!チイ!チイ!」
- 「マチャアキ海を行く」
- 「マドラス」
- 「小金治」
- 「超大物X」
- 「B&B」
- 「ムツゴロウ」
- 「のりお」
- 「チンがポール牧」
- 「百姓」
- 「ニイヌマッケンジーのハトが出ますよ」
- 「たんすをかついだアホだぬき」
- 「正味な話が横山やすし」
- 「ゆ〜とぴあ」
- 「カッパの黄桜」
- 「新栄電機」
- 「座頭市」
- 「なべおさみカナブン」
- 「16文」
- 「ちょっちゅね!チョッチュネ!!」
- 「座頭市」
- 「川谷拓三フリークス」
- 「サイバー長介」
- 「E・H・エリック」
- 「ロイジェームス」
- 「松鶴家千とせ」
- 「ベートーベン鈴木」
- 「別所」
- 「毒蝮」
- 「中尾彬」
- 「竜雷太」
- 「なごや」
- 「二瓶正也」
- 「高松しげお」
- 「三波伸介の凸凹大学校」
- 「金子信雄だけが楽しい夕食」
- 「塩田やじうま丸男」
- 「稲川メッシュ」
- 「江戸家猫八」
- 「ギボ愛子ゲボ」
- 「まことちゃん」
- 「志賀勝サル」
- 「山下清もつらいよ」
- 「吉村作治」
- 「ピーコのおしゃれ義眼」
- 「岸部四郎バラバラ殺人事件」
- 「大山のぶ代小唄」
- 「ああ日本の社長」
- 「レツゴー三匹の長作」
- 「青空球児・好児」
- 「アートネイチャーをつけたサル」
- 「北の国から青大将」
- 「藤沢ボウルの西本聖」
- 「HIROMI（花とみつばち）」
- 「ほんとにほんとの佐野浅夫」
- 「ビートきよしこの夜」
- 「小松政夫HoochieKoo」
- 「ラビット関根」
- 「山本小鉄のあっ、ちょっとまって下さい!!」
- 「鼻穴最大男」
- 「愛川欽也ロバくん」
- 「ナッツ69（江夏豊に捧げる）」
- 「谷隼人ふくらませ!」
- 「マギー司郎」
- 「蟹江敬三・仁王立ち」
- 「林家こん平糖」
- 「小円遊の綱渡り」
- 「アゴ勇」
- 「ウィッキー'92」
- 「猛毒のバイのバイのバイ」
- 「坂上二郎のケツの穴」
- 「轟二郎のケツの穴」
- 「金原二郎のケツの穴」
- 「木久蔵ラーメン」
- 「神田川料理道場」
- 「2時のワイドショー」
- 「坂口征二」
- 「あら嫌だ歌さん、まだいたの?」
- 「『雨に濡れても』〜みのもんたの『先が濡れても』」
- 「小人プロレス物語」
- 「菅原洋一って?」
- 「オヒョイ」
- 「河内の熱い夜」
- 「志賀ちゃん」
- 「なんじゃそりゃそりゃわけわからん」
- 「ギミアブレイク」

### アルバム
- それは秘密です!（1986年 Murderous Tapes）
  - カセットテープ。事実上の1stアルバムだが、あまり知られていない。
  - 殺害塩化ビニールの母体となったマーダラス・テープスからリリースされている。
  - この頃は芸能人ネタの曲はまだなく、倫理的にタブーな問題を取り上げている曲のほうが多く、ボーカルも「バカ社長」ではなく「わめき散らしているバカ（VO）：へのへのもへじ」と表記されている。
- これで終わりだと思ったら大間違いだ!（1992年7月25日 殺害塩化ビニール）
  - 二枚組。その過激な内容ゆえに国内ではプレスを拒否される（韓国でプレスされる）
  - ジャケット（ビートルズ『サージェント・ペパーズ・ロンリー・ハーツ・クラブ・バンド』のパロディ）も前項と同じ理由により印刷拒否を受け、韓国で印刷される。
  - 中ジャケには若人あきらの生首を持つ郷ひろみのコラージュ写真
- 猛毒の国語・算数・理科・社会（1992年7月30日 殺害塩化ビニール）
  - 5曲入りミニアルバム。前作からわずか5日後に発売された。こちらも前作と同じ理由で国内ではプレスを拒否される（韓国でプレスされる）
- 湘南〜おまえはどこのワカメじゃ!?（1993年8月23日、殺害塩化ビニール）
  - ジャケットはナンシー関作による消しゴム版画の石立鉄男
- アラビアの怪人（1994年4月1日、殺害塩化ビニール）
- 猛毒ソロオムニバス「変態ギグ」（1994年10月1日、殺害塩化ビニール）
- 松ぼっくり（1994年11月1日、殺害塩化ビニール）
- アイアンシーク I（1995年12月9日、殺害塩化ビニール）
- アイアンシーク II（1995年12月9日、殺害塩化ビニール）
- 情け無用の猛毒 （1999年9月9日、殺害塩化ビニール）
- 毒王 （2003年8月30日、殺害塩化ビニール）
  - テクノ系DJによるリミックスアルバム
- زعاف سم 
  - （2013年8月8日パーフェクト・ミュージック） 新録音、108曲入りのフル・アルバム
- 仔牛のモーモー （2014年5月3日パーフェクト・ミュージック　ミニ・アルバム）

## プロレスとの共闘
- 『'95 ビッグチャレンジ スーパーマグマシリーズ』1995年5月4日、剛竜馬
- 『'95 悪魔の毒々モンスターシリーズ』1995年6月9日、レザー・フェイス 、クリフト・キーパー
- 『'95 デビリッシュファイトシリーズ』1995年8月27日、ザ・ヘッドハンターズ
- 『'95 猛牛シリーズ』1995年10月15日、冬木軍
- 『'95 ビッグウィンターシリーズ』1995年12月23日、高野拳磁、杉作J太郎
- 『'96 ビッグファイトシリーズ』1996年3月7日、レザー・フェイス、菊澤光信
- 『'96 ダイナマイトシリーズ』1996年5月6日、ターザン後藤、岡野隆史、月岡明則
- 『'96 デビリッシュファイトシリーズ』1996年7月21日、毒ガスマスクVX、ザ・マミーブラザース、デモニオ・ウノ・ドス、ザ・スカルパー、ザ・ギザー、ゾンビア
- 『'96 猛牛シリーズ』1996年9月16日、高野拳磁、ターザン山本